# يلينا بولينوفا
يلينا دميترييفنا بولينوفا (بالروسية: Елена Дмитриевна Поленова)‏ (15 نوفمبر 1850، سانت بطرسبرغ - 7 نوفمبر 1898، موسكو ) هي رسامة من الإمبراطورية الروسية وفنانة جرافيك على طراز فن الآرت نوفو . كانت من أوائل رسامي كتب الأطفال في الإمبراطورية الروسية. وكان شقيقها فاسيلي بولينوف رسام للمناظر الطبيعية .

## سيرة شخصية
شارك معظم أفراد عائلتها في أنشطة فنية أو علمية. و كان والدها، دميتري فاسيليفيتش بولينوف ، مؤرخًا ودبلوماسيًا شغل منصب مستشار الملكة الخاص .  لقد نشأت في ممتلكات العائلة في محافظة أولونيتس ومحافظة تامبوف . والدتها ماريا كانت كاتبة قصص أطفال وفنانة هاوية، قدمت لها دروس الرسم الأولى. ابتداءً من عام 1859، تلقت هي وإخوتها دروسًا على يد بافيل تشيستياكوف . 

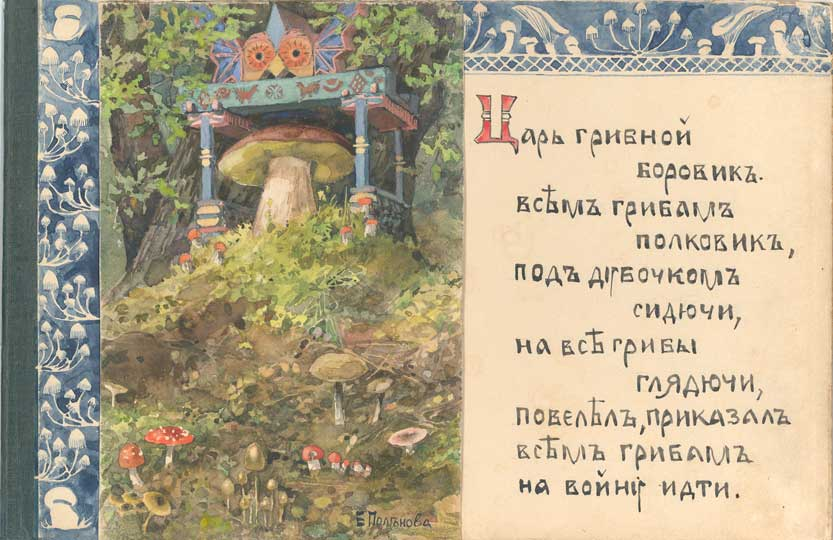
رسم توضيحي من "حرب الفطر"

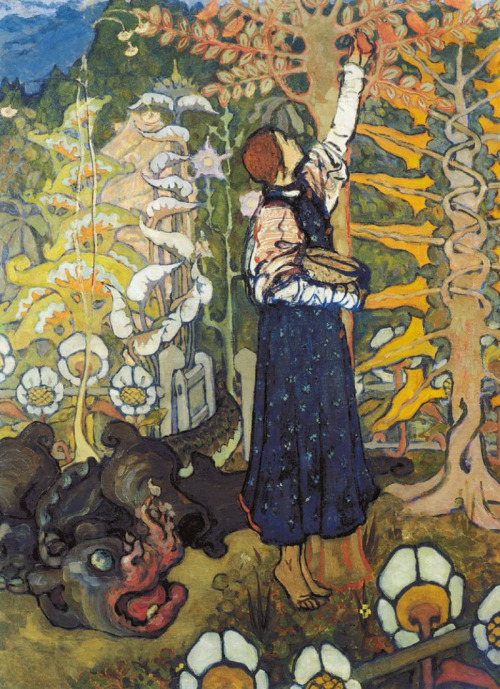
الوحش؛ واحدة من أكثر صورها المألوفة.

## روابط خارجية
- مقالات من مجلة معرض تريتياكوف :
- "عاشت في عالم سحري من القصص الخيالية" بقلم أولغا أتروشينكو
- "يلينا بولينوفا - عمل الفنان في مجموعة محمية متحف بولينوف" بقلم يلينا كاشتانوفا
- " أشعر بك بشكل حميمي وعميق.. مقتطفات من مراسلات ماريا ياكونشيكوفا ويلينا بولينوفا" بقلم يلينا تيركل